# Латімор Тауншип (округ Адамс, Пенсільванія)
Латімор Тауншип (англ. Latimore Township) — селище (англ. township) в США, в окрузі Адамс штату Пенсільванія. Населення — 2646 осіб (2020).

## Демографія
Згідно з переписом 2010 року, у селищі мешкало 2580 осіб у 943 домогосподарствах у складі 770 родин. Було 1028 помешкань
Расовий склад населення:
| - 97,3 % — білих - 0,3 % — чорних або афроамериканців - 0,3 % — азіатів - 0,1 % — корінних американців - 1,0 % — осіб інших рас |

До двох чи більше рас належало 1,0 %. Частка іспаномовних становила 2,9 % від усіх жителів.
За віковим діапазоном населення розподілялося таким чином: 23,8 % — особи молодші 18 років, 63,5 % — особи у віці 18—64 років, 12,7 % — особи у віці 65 років та старші. Медіана віку мешканця становила 42,6 року. На 100 осіб жіночої статі у селищі припадало 100,6 чоловіків;  на 100 жінок у віці від 18 років та старших — 100,6 чоловіків також старших 18 років.
Середній дохід на одне домашнє господарство  становив 90 380 доларів США (медіана — 74 667), а середній дохід на одну сім'ю — 101 629 доларів (медіана — 86 296). Медіана доходів становила 51 336 доларів для чоловіків та 36 667 доларів для жінок. За межею бідності перебувало 3,5 % осіб, у тому числі 6,2 % дітей у віці до 18 років та 2,5 % осіб у віці 65 років та старших.
Цивільне працевлаштоване населення становило 1387 осіб. Основні галузі зайнятості: виробництво — 25,0 %, освіта, охорона здоров'я та соціальна допомога — 20,5 %, науковці, спеціалісти, менеджери — 9,2 %, будівництво — 8,2 %.